# Thibault Tricole
Thibault Tricole, né le 11 octobre 1989 à Auray (Morbihan), est un joueur professionnel de fléchettes breton. Surnommé The French Touch, il participe aux compétitions de la Professional Darts Corporation (PDC).

## Carrière sportive
Depuis 2017, il est installé à Malguénac dans le Morbihan, où il est président du Bleiz Darts Club.

### 2019-2022: Performances sur le circuit amateur et semi-professionnel
En septembre 2019, en devenant le représentant de l'Europe de l'Ouest pour le championnat du monde BDO 2020 (en), Thibault Tricole est le premier français à se qualifier pour cette compétition,,. Après avoir battu Ross Montgomery (en) 3-2 lors du tour préliminaire, il s'incline face à Ryan Hogarth (en) sur le score de 3-1 au premier tour.
En octobre 2021, il remporte l'Open du Danemark (en) en battant Andreas Harrysson (en) 6-3 en finale. C'est la première victoire d'un français dans un tournoi majeur. Cette victoire lui permet de se qualifier pour les championnats du monde WDF 2022. En avril 2022, Thibaut Tricole atteint la finale du championnat du monde WDF 2022 (en). Après avoir mené deux sets à zéro, il s'incline 6-5 face à Neil Duff (en) après le set en or,,,,. 

### 2022-2023: Invitation sur des évènements du circuit PDC
Ses performances en 2021 et 2022 lui permettent de se hisser dans le top 3 du classement mondial WDF regroupant les joueurs amateurs et semi-professionnels et d'être invité, en mars 2022, à une compétition de la Professional Darts Corporation (PDC) qui gère le circuit professionnel, devenant le premier français a y prendre part. L'entrée dans ce circuit professionnel est un de ses objectifs à moyen terme,,,. 
En juin 2022, après avoir été éliminé en demi-finale en simple, il s'impose en double associé au belge Andy Baetens (en) lors du Dutch Open (en) organisé par la WDF.
En juin 2023, il représente la France lors de la Coupe du monde de fléchettes PDC 2023 (en) associé à Jacques Labre (en). Après avoir terminé à la première place du groupe D, ils s'imposent face à l'Afrique du Sud en huitième de finale. Ils s'inclinent en quart de finale face à l'Écosse sur le score de 8-0.
Le 15 novembre 2023, Thibaut Tricole apparait dans la vidéo "QUI EST L'IMPOSTEUR ? (ft Marion Cotillard & Camille Cottin)" du youtubeur Squeezie, une opportunité qu'il a notamment saisie pour renforcer sa visibilité dans la quête de sponsors.
En novembre 2023, il remporte le West Europe Qualifier à Kalkar (Allemagne), ce qui lui permet d'être qualifié pour le Championnat du monde de fléchettes 2024 (en) organisé par la Professional Darts Corporation (PDC). Il est le premier français à se qualifier pour cet évènement majeur de la scène professionnelle. Le 18 décembre 2023, au Alexandra Palace de Londres, Thibaut Tricole (146e mondial) remporte son match du premier tour face au Belge Mario Vandenbogaerde (en) (67e mondial) sur le score de 3-1 et devient le premier français à remporter un match de championnat du monde PDC . Il s'incline ensuite en 32e de finale, le 21 décembre, face au Britannique Rob Cross (6e mondial), sur le score de 3-0.

### 2024-2025: Participation au circuit PDC
En janvier 2024, il atteint les demi-finales de la Qualifying School à Kalkar (Allemagne), ce qui lui octroie une Tour Card lui donnant accès au circuit professionnel de la PDC pendant deux ans. Il devient le deuxième français à participer à ce circuit en rejoignant son compatriote Jacques Labre (en) qualifié depuis 1 an,.
En novembre il bat Gerwyn Price 6-4 au premier tour du 2024 Players Championship Finals.
En avril 2025, il bat Michael Smith 6-3 en 32eme de finale du tournoi de Riesa en Allemagne. Il devient le premier français à remporter un match de l'Euro Tour.

## Palmarès

### Championnats du monde
| Année                 | Organisation | Lieux                 | Date                              | Performance        | Adversaire           | Score |
| --------------------- | ------------ | --------------------- | --------------------------------- | ------------------ | -------------------- | ----- |
| 2020                  | BDO          | Londres               | 4-12 janvier 2020                 | Premier tour       | Ryan Hogarth (en)    | 3-1   |
| 2022                  | WDF          | Frimley Green (en)    | 2-4 avril 2022                    | Finaliste          | Neil Duff (en)       | 6-5   |
| 2023 - en équipe (en) | PDC          | Francfort-sur-le-Main | 15-18 juin 2023                   | Quart de finaliste | Équipe d'Écosse (en) | 8-0   |
| 2024 (en)             | PDC          | Londres               | 15 décembre 2023 - 3 janvier 2024 | 32e de finale      | Rob Cross            | 3-0   |

### Tournois remportés
| Année | Tournois              | Lieux        | Date                | Adversaire en finale   | Score en finale |
| ----- | --------------------- | ------------ | ------------------- | ---------------------- | --------------- |
| 2019  | Torremolinos Open     | Torremolinos | 11-15 mars 2019     | Kay Smeets             | 5-1             |
| 2019  | Greek Open            | Athènes      | 24 mars 2019        | Sebastian Steyer (en)  | 6-3             |
| 2020  | Isle of Man Master    | Douglas      | 12-15 mars 2020     | Neil Duff (en)         | 4-3             |
| 2021  | Open du Danemark (en) | Esbjerg      | 1-3 octobre 2021    | Andreas Harrysson (en) | 6-3             |
| 2021  | Welsh Classic (en)    | Prestatyn    | 22-24 octobre 2021  | Jim Williams (en)      | 6-2             |
| 2022  | Italien Open (en)     | Bologne      | 26-27 novembre 2022 | Dario Fochesato        | 5-1             |